# Noviherbaspirillum humi
Noviherbaspirillum humi es una bacteria gramnegativa del género Noviherbaspirillum. Fue descrita en el año 2017. Su etimología hace referencia a suelo. Es aerobia y móvil. Tiene un tamaño de 0,9-1,1 μm de ancho por 1-1,2 μm de largo. Forma colonias pequeñas, circulares, de color naranja-rojo y con márgenes enteros y elevados tras 3 día de incubación en agar R2A. Temperatura de crecimiento entre 25-32 °C, óptima de 30 °C. Es sensible a ciprofloxacino, ampicilina y ceftazidima. Tiene un contenido de G+C de 61,2%. Se ha aislado de una muestra de suelo en Sadky, Ucrania.